# Anaïs Michel
Pour les articles homonymes, voir Michel.
Anaïs Michel (née le 12 janvier 1988 à Langres) est une haltérophile française.

## Palmarès

### Championnats du monde
- 2011 à Paris
  - 15e en moins de 48 kg.
- 2009 à Goyang
  - 12e en moins de 48 kg.

### Championnats d'Europe
- 2018 à Bucarest
  -  Médaille d'argent en moins de 48 kg
- 2017 à Split
  -  Médaille d'or en moins de 48 kg
- 2015 à Tbilissi
  - 4e en moins de 48 kg.
- 2014 à Tel Aviv
  - 5e en moins de 48 kg.
- 2013 à Tirana
  -  Médaille de bronze en moins de 48 kg.
- 2012 à Antalya
  - 7e en moins de 48 kg.
- 2009 à Bucarest
  - 5e en moins de 48 kg.